# Győrszemere, Győr-Moson-Sopron
Győrszemere  este un sat în districtul Tét, județul Győr-Moson-Sopron, Ungaria, având o populație de 3.268 de locuitori (2011). 

## Demografie
Componența etnică a satului Győrszemere
     Maghiari (94,67%)
     Romi (4,08%)
     Necunoscut (0,17%)
     Alții (1,08%)
Componența confesională a satului Győrszemere
     Romano-catolici (48,16%)
     Fără religie (9,79%)
     Luterani (7,25%)
     Reformați (6,06%)
     Necunoscută (27,97%)
     Alte religii (2,23%)
Conform recensământului din 2011, satul Győrszemere avea 3.268 de locuitori. Din punct de vedere etnic, majoritatea locuitorilor (94,67%) erau maghiari, cu o minoritate de romi (4,08%). Apartenența etnică nu este cunoscută în cazul a 0,17% din locuitori. Nu există o religie majoritară, locuitorii fiind romano-catolici (48,16%), persoane fără religie (9,79%), luterani (7,25%) și reformați (6,06%). Pentru 27,97% din locuitori nu este cunoscută apartenența confesională.